# KFC Sparta Kolmont
KFC Sparta Kolmont is een Belgische voetbalclub uit Kolmont en Jesseren. De club is aangesloten bij de KBVB met stamnummer 5120 en heeft geel-groen als kleuren. De club sloot aan bij de Belgische Voetbalbond in de tweede helft van de jaren 40, maar speelt al heel zijn bestaan in de provinciale reeksen.
In mei 2017 promoveerden we na een mooi seizoen, met 2 periodetitels en een 2de plaats in het algemene klassement van de competitie,en een spannende eindronde naar 2de provinciale.
De accommodatie, gelegen op de Broekstraat 6A te Jesseren, bestaat nog steeds uit 2 voetbalterreinen voorzien van een degelijk drainagesysteem en verlichting. De verlichting van het A-terrein is door de KBVB gekeurd zodat daar officiële avondwedstrijden kunnen gespeeld worden. Verder bestaat de accommodatie uit een kantine, met keuken, een vernieuwde sanitaire installatie, vergaderruimte en 5 kleedkamers met douches en achter de kantine een ruime parking.

## Resultaten
| Seizoen | Klasse | Klasse | Klasse | Klasse | Klasse | Klasse | Klasse | Klasse | Klasse | Reeks                                                    | Punten                                                   | Opmerkingen                                              |
|         | I      | I      | II     | III    | IV     | P.I    | P.II   | P.III  | P.IV   |                                                          |                                                          |                                                          |
| ------- | ------ | ------ | ------ | ------ | ------ | ------ | ------ | ------ | ------ | -------------------------------------------------------- | -------------------------------------------------------- | -------------------------------------------------------- |
| 2004/05 |        |        |        |        |        |        |        | 6      |        | Derde Prov. Lim. D                                       | 43                                                       |                                                          |
| 2005/06 |        |        |        |        |        |        |        | 4      |        | Derde Prov. Lim. D                                       | 50                                                       |                                                          |
| 2006/07 |        |        |        |        |        |        |        | 10     |        | Derde Prov. Lim. A                                       | 41                                                       |                                                          |
| 2007/08 |        |        |        |        |        |        |        | 8      |        | Derde Prov. Lim. D                                       | 40                                                       |                                                          |
| 2008/09 |        |        |        |        |        |        |        | 3      |        | Derde Prov. Lim. D                                       | 67                                                       |                                                          |
| 2009/10 |        |        |        |        |        |        |        | 8      |        | Derde Prov. Lim. D                                       | 45                                                       |                                                          |
| 2010/11 |        |        |        |        |        |        |        | 7      |        | Derde Prov. Lim. D                                       | 43                                                       |                                                          |
| 2011/12 |        |        |        |        |        |        |        | 11     |        | Derde Prov. Lim. C                                       | 32                                                       |                                                          |
| 2012/13 |        |        |        |        |        |        |        | 5      |        | Derde Prov. Lim. C                                       | 46                                                       |                                                          |
| 2013/14 |        |        |        |        |        |        |        | 7      |        | Derde Prov. Lim. B                                       | 50                                                       |                                                          |
| 2014/15 |        |        |        |        |        |        |        | 12     |        | Derde Prov. Lim. C                                       | 39                                                       |                                                          |
| 2015/16 |        |        |        |        |        |        |        | 6      |        | Derde Prov. Lim. C                                       | 48                                                       |                                                          |
|         | 1A     | 1B     | 1Am    | 2Am    | 3Am    | P.I    | P.II   | P.III  | P.IV   | Vanaf 2016-17 zijn er 3 nationale en 2 regionale niveaus | Vanaf 2016-17 zijn er 3 nationale en 2 regionale niveaus | Vanaf 2016-17 zijn er 3 nationale en 2 regionale niveaus |
| 2016/17 |        |        |        |        |        |        |        | 2      |        | Derde Prov. Lim. C                                       | 65                                                       | Promotie via eindronde                                   |
| 2017/18 |        |        |        |        |        |        | 6      |        |        | Tweede Prov. Lim. B                                      | 45                                                       |                                                          |
| 2018/19 |        |        |        |        |        |        | 5      |        |        | Tweede Prov. Lim. B                                      | 51                                                       |                                                          |
| 2019/20 |        |        |        |        |        |        | 3      |        |        | Tweede Prov. Lim. B                                      | 47                                                       | Seizoen vroegtijdig stopgezet door Covid-19              |
| 2020/21 |        |        |        |        |        |        |        |        |        | Tweede prov. Lim. B                                      |                                                          | Geschrapt wegens de Coronacrisis.                        |
| 2021/22 |        |        |        |        |        |        | 6      |        |        | Tweede Prov. Lim. B                                      | 44                                                       |                                                          |
| 2022/23 |        |        |        |        |        |        | 9      |        |        | Tweede Prov. Lim. A                                      | 42                                                       |                                                          |
| 2023/24 |        |        |        |        |        |        | 12     |        |        | Tweede Prov. Lim. A                                      | 32                                                       |                                                          |
| 2024/25 |        |        |        |        |        |        | 8      |        |        | Tweede Prov. Lim. A                                      | 41                                                       |                                                          |
| 2025/26 |        |        |        |        |        |        |        |        |        | Tweede Prov. Lim. A                                      |                                                          |                                                          |